# Anopheles macarthuri
Anopheles macarthuri är en tvåvingeart som beskrevs av Donald Henry Colless 1956. Anopheles macarthuri ingår i släktet Anopheles och familjen stickmyggor. Inga underarter finns listade i Catalogue of Life.